# Hans Hagel
Hans Hagel (* 15. Januar 1888 in Nagykárolyfalva (deutsch Karlsdorf), Königreich Ungarn, Österreich-Ungarn; † 20. April 1942 in Timișoara, Königreich Rumänien) war ein rumäniendeutscher Mundartforscher, Volkskundler, Chefredakteur und Publizist aus der Volksgruppe der Banater Schwaben.

## Leben
Hagel war der Sohn bäuerlicher Eltern, deren Vorfahren etwa 1720 in das südliche Banat eingewandert waren. Während seiner Schulzeit gehörte Hagel dem „Deutschbewußten Kreis“ um Josef Reinhold Heegn, Eduard Rittinger, Ludwig Kremling und anderen an. Nach Abschluss der Realschule in Versec (deutsch Werschetz) 1908 wandte sich Hagel zunächst dem Theologiestudium in Temesvár zu, das er nach zwei Semestern aufgab, um sich an der Katholischen Péter-Pázmány-Universität in Budapest dem Studium der Germanistik und Romanistik zu widmen. Als Schüler von Jakob Bleyer und Gideon Petz beschäftigte sich Hagel bereits hier mit Mundartforschung. Als Student gründete Hagel in Budapest mit K. Mischung und A. Bader die „deutschbewußte“ Tafelrunde „Erzschwaben“, die von den ungarischen Behörden als „ungarfeindliche Agitatoren“ eingestuft wurde. Von Budapest wechselte er nach Paris, wo er von 1911 bis 1912 an der Sorbonne sein Studium weiterführte. Bis zum Ausbruch des Ersten Weltkriegs unterrichtete er zunächst als Supplent an einem Gymnasium in Kecskemét.
Während des Krieges leistete Hagel als Offizier Verwaltungsdienst in Déva (deutsch Diemrich) in Siebenbürgen. Als Oberleutnant der Reserve beendete er 1918 seinen Militärdienst und kehrte in das Banat zurück. Dort war er von 1918 bis 1931 als Lehrer an der deutschen Handelsschule in Timișoara tätig. Als Mitarbeiter und ab 1929 Chefredakteur der „Banater Deutschen Kulturhefte“ (1927–1931 ebendort) war Hagel um die Erforschung des Banater Volksgutes und der Deutschen Mischmundarten des Banats bemüht. Von 1931 bis 1942 unterrichtete er an der Banatia (Prinz-Eugen-Schule) in Timișoara. 1942 verstarb er an den Folgen eines Verkehrsunfalls.

## Veröffentlichungen
Publikationen in deutschsprachigen Fachzeitschriften:
| | |
| - Unsere Sprache - Das Saarpfälzische als Mundart des Banat - Die Sprache - Die pfälzische Mundart im Banat - Kulturgeschichtliches in unserer Mundart - Schwäbischer Volkswitz im Banat | - Charakteristik des Banater schwäbischen Volkes - Religiöse Volkskunde (aus dem Banat) - Banater Krankheitsaberglaube - Volkstümliche Gebete - Schwäbische Kinderreime - Schwäbische Kinderverse |

Bücher:
- Die Mundart von Karlsdorf: Laut- und Flexionslehre. Beiträge zur donauschwäbischen Volks- und Heimatforschung. Hans Sonnleitner (Hrsg.), Donauschwäbische Kulturstiftung, München 2006, ISBN 3-926276-67-3, S. 210
- Die Banater Schwaben. Verlag des Südostdeutschen Kulturwerkes, München 1967